# Hydro selenide
Hydro selenide là một hợp chất vô cơ có công thức H2Se. Hydro selenide là chất khí không màu, dễ cháy ở điều kiện tiêu chuẩn. Nó là hợp chất seleni độc nhất với giới hạn phơi nhiễm là 0,05 ppm trong khoảng thời gian 8 giờ. Ngay cả ở nồng độ cực thấp, hợp chất này có mùi rất khó chịu giống như mùi của rau cải ngựa bị thối rữa, nhưng lại có mùi trứng thối ở nồng độ cao hơn.

## Cấu trúc phân tử
Hydro selenide là một phân tử có cấu tạo gấp khúc. Góc liên kết {\displaystyle {\ce {H-Se-H}}} là {\displaystyle 91^{0}}. Phân tử H2Se không phân cực.

## Các phản ứng liên quan

### Điều chế
Hydro selenide được điều chế từ seleni tác dụng với hydro khoảng trên {\displaystyle 300^{0}C}.
| +{\displaystyle {\ce {->[t^0]}}} |
| -------------------------------- |

### Tác dụng với oxi
| + 2{\displaystyle {\ce {->[t^0]}}} 2+ 2 |
| --------------------------------------- |